# Procyon B
Procyon B is de tweede ster van de dubbelster Procyon die hij samen met Procyon A vormt. Procyon B is een witte dwerg en veel zwakker dan Procyon A. De ster staat in het sterrenbeeld Kleine Hond. Procyon B is met het blote oog niet waar te nemen.